# ケンコー (声優)
ケンコー（1994年10月13日 - ）は、日本の男性声優。東京都出身。テアトル・エコー所属。

## 経歴
エコーアカデミー2期生準卒業。2020年からテアトル・エコーに所属。

## 出演作品

### テレビアニメ
- グラゼニ（2018年、井上）
- おじゃる丸（2019年、おじさん）
- 凹凸世界（2019年、パロス）
- リンカイ!（2024年、記者、観客）

### 吹き替え

#### 映画
- 愛と哀しみの旅路（2022年、チャーリー・カワムラ〈スタン・エギ〉）※Disney+版
- ウエスト・サイド・ストーリー（2022年、Aラブ〈ジェス・レプロット〉[2]）
- シング・フォー・ミー、ライル（2023年[3]）
- ホーンテッドマンション（2023年[4]）
- フライ・ミー・トゥ・ザ・ムーン（2024年[5]）

#### ドラマ
- アー・ユー・アフレイド・オブ・ザ・ダーク?（少女の父親、テオ）
- イエローストーン（ロアーク・モリス〈ジョシュ・ホロウェイ〉）
- デッドウォーター・フェル〜虚像に殺された家族〜（ディラン）
- ナイト・トレイン/破滅へのカウントダウン（ビリー〈スコット・リード〉[6]）
- ビッグショト!（英語版）
- ホームカミング シーズン2
- MACGYVER/マクガイバー
- 真夜中のミサ（ボウル〈ジョン・C・マクドナルド〉）
- マルプラクティス〜陰謀の処方箋〜（オスカー・ビーティ〈スコット・チェンバース〉[7]）
- ライアー 交錯する証言

#### アニメ
- インサイド・ヘッド2[8]
- 『インサイド・ヘッド』の世界より:ライリーの夢の製作スタジオ
- おうこくのめいたんてい ミラ（ヴィア）
- ギレルモ・デル・トロのピノッキオ[9]
- ザ・シンプソンズ（ネッド・フランダース〈2代目〉、ニック・リビエラ〈3代目〉、ジェレミー・フリードマン〈2代目〉他）
- スクルージ:クリスマス・キャロル
- すすめ!オクトノーツ
- スポンジ・ボブ（フレッド〈3代目〉、ノートン〈2代目〉他）
- 整形水
- バズ・ライトイヤー（エリック / デリック[10]）
- ビーボ
- ブレイズ&モンスター・マシン（ダリントン）
- マイリトルポニー: 新しい世界（アーガイルスターシャイン）
- モアナと伝説の海2[11]
- 野生の島のロズ[12]

#### その他
- CALI K9: どんな犬でもしつけます（英語版）
- サファリ大冒険へGO!!（ハモンド）
- サファリ大冒険へGO!!GO!!（ハモンド）
- 潜入!ポーランド航空
- 潜入!ロシア軍のすべて
- マペットのホーンテッドマンション（ガイコツ男）